# IC 4714
IC 4714 је спирална галаксија у сазвјежђу Паун која се налази на листи објеката дубоког неба у Индекс каталогу.
Деклинација објекта је - 66° 39' 10" а ректасцензија 18h 30m 55,7s. Привидна величина (магнитуда) објекта IC 4714 износи 14,4 а фотографска магнитуда 15,1. Налази се на удаљености од 48,660 милиона парсека од Сунца. IC 4714 је још познат и под ознакама ESO 103-24, PGC 61976.